# Weisbach (Remptendorf)
Weisbach ist ein kleines Angerdorf inmitten des Thüringer Schiefergebirges mit 156 Einwohnern (Stand 2023) und ist ein Ortsteil der Gemeinde Remptendorf im Saale-Orla-Kreis.

## Geografie
Das Dorf liegt am Ostrand eine Hochebene, abseits aller größeren Straßen. Nicht weit entfernt liegt die ehemalige Bahnstrecke Triptis–Marxgrün mit der Ziemestalbrücke. Im Norden erstreckt sich der Hohenwarte-Stausee. Das Gebiet der Gemeinde ist mit 584 ha ausgewiesen.

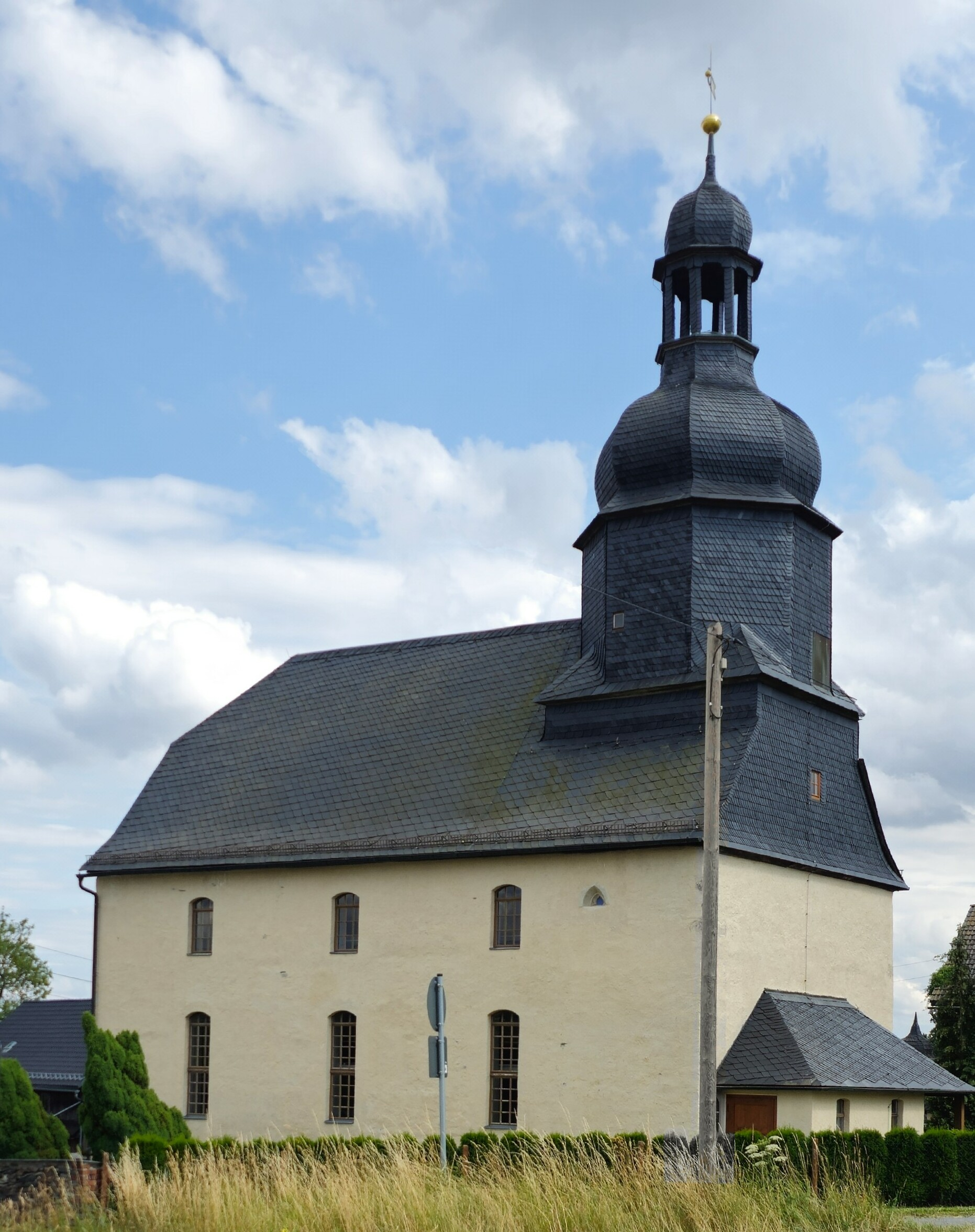
Dorfkirche

## Geschichte
Erstmals urkundlich erwähnt wurde der Ort 1347. Er wurde aber vermutlich bereits in der zweiten Hälfte des 12. Jahrhunderts als Straßendorf im Zuge des Landesausbaus durch die Herren von Lobdeburg gegründet. Die Vögte von Gera übernahmen um die Mitte des 13. Jahrhunderts von den erloschenen Herren von Lobdeburg zu Saalburg die Herrschaft Weisbach. Weil die kleine Turmhügelburg der Lobdeburger am südöstlichen Ortsrand als Grenzfeste gegen die Schwarzburger nicht mehr ausreichend erschien, erbauten die Vögte auf der zwei Kilometer entfernten Schlosskuppe in den letzten Jahrzehnten vor 1300 eine neue Höhenburg, die Wysburg. Diese wurde vermutlich im Vogtländischen Krieg im Herbst 1354 von einem Aufgebot der Reichsstädte Erfurt, Mühlhausen und Nordhausen zerstört.
Bis 1920 war Weisbach zwischen den Reußen und den Schwarzburgern geteilt. Der schwarzburgische Anteil bildete eine Exklave, die zum Leutenberger Gebiet der Oberherrschaft des Fürstentums bzw. Freistaats Schwarzburg-Rudolstadt gehörte (ab 1850 zum Landratsamt Rudolstadt). Der reußische Anteil gehörte zur „Herrschaft Lobenstein“ (Linie Reuß-Lobenstein). 1848 kam dieser zum Fürstentum Reuß jüngerer Linie (ab 1852 zum Landratsamt Schleiz) und 1919 zum Volksstaat Reuß.
Während der Zeit der DDR gehörte Weisbach zum Kreis Lobenstein im Bezirk Gera. Nach 1990 war es Mitglied in der Verwaltungsgemeinschaft Saale-Sormitz-Höhen bis zur Eingemeindung durch die Gemeindegebietsreform in Thüringen vom 1. Juli 1999. Seither ist es ein Ortsteil der Gemeinde Remptendorf.

### Einwohnerentwicklung
Entwicklung der Einwohnerzahl (Stand jeweils 31. Dezember)
| - 1994: 197 - 1995: 198 - 1996: 196 | - 1997: 197 - 1998: 201 |

## Wappen
Das Ortswappen von Weisbach zeigt einen grünen Baum auf grünem Grund, der Stamm des Baumes ist braun und der Hintergrund hellblau.

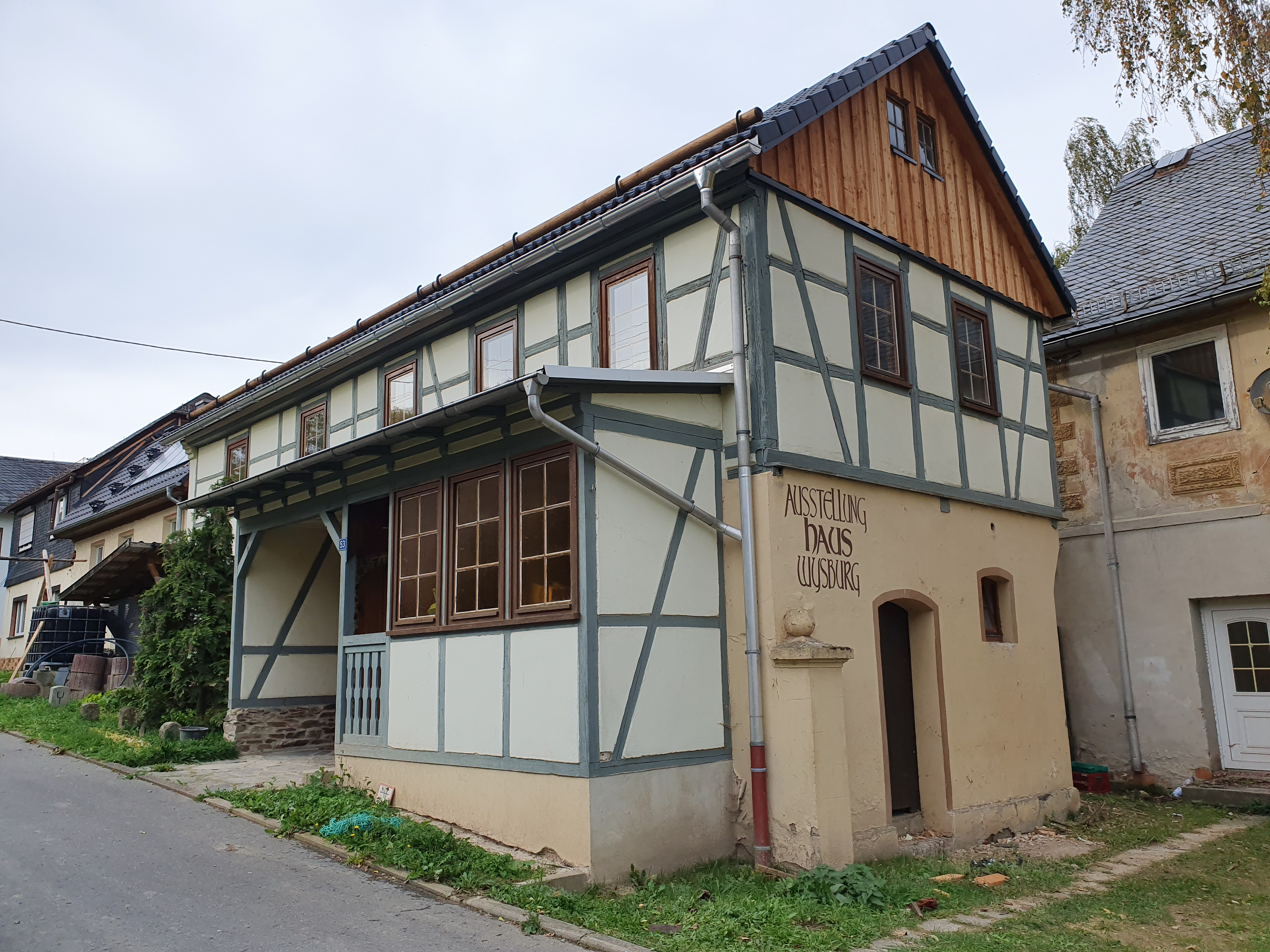
Wysburg-Haus

## Museum
In Weisbach wurde 1989 eine ständige Ausstellung im Wysburg-Haus eröffnet. Es werden die bei den archäologischen Ausgrabungen geborgenen Funde gezeigt (Keramikgefäße und eiserne Gebrauchsgegenstände). Das ursprüngliche Aussehen der Burg wird anhand von Karten und Modellen erläutert.